# Spoorlijn Finnentrop - Freudenberg
De spoorlijn Finnentrop - Freudenberg is een Duitse spoorlijn en is als spoorlijn 2864 onder beheer van DB Netze.

## Geschiedenis
Het traject werd door de Bergisch-Märkischen Eisenbahn-Gesellschaft in fases geopend, van Finnentrop naar Attendorn op 1 april 1874, van Attendorn naar  Olpe op 1 november 1875 en van Olpe - Rothemühle op 1 december 1880. Het resterende gedeelte van Rothemühle naar Freudenberg werd ruim 25 jaar later op 1 november 1907 door de Preußische Staatseisenbahnen geopend. 
In 1964 is een nieuw meer westelijk tracé geopend in verband met de bouw van de Biggesee, het oorspronkelijke plan voorzag in een volledige stillegging van de lijn. Uiteindelijk heeft men gekozen voor heraanleg waarbij de tunnels voorbereid werden op elektrificatie, deze is echter tot op heden niet uitgevoerd. Het oude tracé, inclusief twee tunnels en twee stations is thans verdwenen in het stuwmeer. 
In 1983 is het gedeelte tussen Olpe en Freudenberg gesloten voor reizigersverkeer, tegelijkertijd werd het traject van Rothemühle tot Freudenberg volledig stilgelegd. Goederenvervoer heeft nog plaatsgevonden vanaf Olpe tot Rothemühle tot 22 mei 1993, daarna werd ook dit gedeelte gesloten.

## Treindiensten
De Hessische Landesbahn verzorgt het personenvervoer op dit traject met RB treinen.
| Serie | Treinsoort         | Route             | Bijzonderheden   |
| ----- | ------------------ | ----------------- | ---------------- |
| RB 92 | Regionalbahn (HLB) | Finnentrop – Olpe | Biggesee-Express |

## Aansluitingen
In de volgende plaatsen is of was er een aansluiting op de volgende spoorlijnen:
Finnentrop
DB 2800, spoorlijn tussen Hagen en Haiger
DB 2861, spoorlijn tussen Finnentrop en Wennemen
Olpe
DB 2657, spoorlijn tussen Siegburg en Olpe
Freudenberg
DB 2882, spoorlijn tussen Kirchen en Freudenberg